# Ips subelongatus
Ips subelongatus là một loài côn trùng trong họ Curculionidae. Loài này được Motschulsky miêu tả khoa học đầu tiên năm 1860.
Đây là loài gây hại của các cây trong chi Abies, phát triển phổ biến ở Mông Cổ.